# Bote vom Grabfeld
Der Bote vom Grabfeld ist eine Lokalzeitung, die im unterfränkischen Bad Königshofen erscheint.
Die Zeitung gibt es seit Anfang der 1880er Jahre. 1938 kaufte Rudolf Schunk die Druckerei der Zeitung. Sein Sohn, der Verleger, Drucker und Journalist Ruthard Schunk, führte das Unternehmen von 1957 bis zum Jahr 2000. Den Mantelteil bezog der Bote vom Grabfeld von der Genossenschaft Bayerischer Heimatzeitungsverleger (BHZ). 1999 ging der Bote vom Grabfeld, der damals eine tägliche Auflage von 3000 Exemplaren hatte, in den Besitz der Würzburger Main-Post über.